# 大航海時代VI
《大航海時代VI》是日本光榮特庫摩针对Android、iOS以及游戏机设备所开发并发布的一款航海探险主题游戏。它是《大航海時代系列》的第二代手機遊戲，於2019年9月26日發行。開發者為竹田智一。日本版與台灣版（於台灣、香港、澳門等地開放）同時發佈。
本遊戲已於2021年3月31日結束營運。

## 玩法与情节
本作的背景架構在穿越時空的「光之風暴」這一設定下，使得玩家所扮演的提督，在追尋返鄉的海上生涯中，能夠體驗大航海時代不同時期的重要海事事件（普雷韦扎海战、無敵艦隊）與原創故事（大航海時代IV、以帛琉為舞台的「南風習習的海濱」）乃至大航海時代以前的中世紀海戰（斯沃德海戰）。商行最多可以停泊六個艦隊（隨玩家等級開放），每個艦隊可選四艘各有特長的船艦，並選擇六位技能互補的旗艦夥伴乘船，皆可委任航行於七海，甚至委任海戰（惟劇情與活動的海戰須親自操作）。
玩家的起點從里斯本（南歐商行根據地）開始，身旁有南歐出身的恩里克‧里奧斯（南歐篇劇情同伴），商業專長夥伴艾米莉‧卡瓦略（本作女主角，商行與殿堂的常駐者）、冒險專長夥伴羅蘭‧費諾德（商行交易品加工所常駐者）、海事專長夥伴羅克‧阿勒姆克（中文圈玩家間暱稱的「紅毛」，造船廠常駐者），以及海盜兄妹加繆‧馬特羅與艾娃‧馬特羅；此後透過完成劇情等條件，可由同伴宅邸，轉赴其他章節：
阿姆斯特丹(西歐篇商行根據地，同伴薩斯基亞‧埃克霍特)、蘇拉特(印度篇商行根據地，同伴庫沙瑪‧卡普爾)、亞歷山大(中東篇商行根據地，同伴山努亞‧阿薩姆)、阿瑜陀耶(東南亞篇商行根據地，同伴圖卡塔‧瓦塔娜)、澳門(明朝篇商行根據地，同伴楊德興)、漢城(朝鮮篇商行根據地，同伴尹海英)、長崎(日本篇商行根據地，同伴鏑木時成)等發展；美洲與極地尚未開放。

## 发行
2020年4月22日，官方举办和漫画《阿爾蒂》的联动活动。作中角色的阿爾蒂與卡塔莉娜，成為活動中可獲得的航海士。利奧的工房也成為可獲得的裝飾品設施。

## 评价
作為系列的第二代手機遊戲，《大航海時代VI》比《大航海時代V》的優越處主要在於玩家商行港埠的經營（較為豐富的模擬造鎮與商業樣態）、人物與船艦的多樣化（史實與虛構的人物與船艦，各多達兩百多個以上，為歷代之冠）、海戰的精緻度（與《Online版》一樣需要技術，而非一味提高等級數據就能獲勝）、大富翁模式的小品冒險任務等，以及不用課金也能順利玩到最高等、體驗所有劇情與活動，這在向來標榜免費的手機遊戲市場中更是相當誠信的優點；尤令老玩家所感動的是，復刻了歷代的許多要角成為夥伴。
然而此作也有些廣為玩家詬病的缺點，比如背景配樂較為單調（數量遠少於單機版，幾乎只有商行、航行、戰鬥、劇情四款配樂）、頂尖的趣味體驗仍賴課金才能提早達成（例如：由於傳奇航海士安德雷亞‧多利亞在防禦上過於一枝獨秀、在海戰一定時間內可近乎無敵使然，導致若沒能在普雷韋札海戰活動與週年慶復刻角色活動時，以充足的有償寶石抽到他的玩家，便難以擊敗最高等級的NPC）、造船形同樂透彩抽獎的不確定性機制等。